# Mistrzostwa Europy w Rugby 7 Mężczyzn 2022
Mistrzostwa Europy w Rugby 7 Mężczyzn 2022 – dwudzieste mistrzostwa Europy w rugby 7 mężczyzn, oficjalne międzynarodowe zawody rugby 7 o randze mistrzostw kontynentu organizowane przez Rugby Europe mające na celu wyłonienie najlepszej męskiej reprezentacji narodowej w tej dyscyplinie sportu w Europie. Zostały rozegrane w formie sześciu turniejów w czterech hierarchicznie ułożonych dywizjach w okresie od 4 czerwca do 3 lipca 2022 roku. W walce o tytuł mistrzowski brało udział dziesięć zespołów, pozostałe europejskie drużyny, które przystąpiły do rozgrywek, występowały w niższych dywizjach, pomiędzy wszystkimi czterema istniał system awansów i spadków.
Najrówniejszą formę w cyklu zaprezentowali Hiszpanie, którzy jako jedyni zagrali w obu finałach – wygrywając jeden z nich – broniąc tym samym tytułu sprzed roku, kolejne miejsca na podium zajęli zaś ich finałowi rywale – Niemcy i Francuzi. Z niższych poziomów rozgrywkowych awans uzyskały Irlandia, Anglia, Walia i Rumunia, Szwajcaria i Mołdawia oraz Malta.
Wszystkie turnieje były transmitowane w Internecie. Wyróżniającymi się zawodnikami w mistrzowskich turniejach byli Jerry Surumi, Jack Hunt i Joris Simon, a na poziomie Trophy Jordan Conroy, Joe Browning i Cole Swannack.

## Informacje ogólne
Mistrzostwa zostały rozegrane w formie sześciu turniejów – dwóch w GPS oraz czterech w niższych dywizjach – ich harmonogram opublikowano na początku kwietnia 2022 roku, odebrane Rosji zawody zostały zorganizowane w Polsce.
Mistrzem Europy zostawała drużyna, która po rozegraniu dwóch turniejów na przełomie czerwca i lipca – w Lizbonie i Krakowie – zgromadziła najwięcej punktów, które były przyznawane za zajmowane w nich miejsca:
| Miejsce | Punkty |
| ------- | ------ |
| 1       | 20     |
| 2       | 18     |
| 3       | 16     |
| 4       | 14     |
| 5       | 12     |
| 6       | 10     |
| 7       | 8      |
| 8       | 6      |
| 9       | 4      |
| 10      | 3      |

Reprezentacje w każdym z turniejów zostały podzielone na dwie pięciozespołowe grupy rywalizujące w pierwszej fazie w ramach grup systemem kołowym, po czym nastąpiła faza pucharowa – z awansem do półfinałów dla czołowej dwójki z każdej z grup bądź też z walką o poszczególne miejsca dla zespołów z tych samych pozycji. W fazie grupowej spotkania toczone były bez ewentualnej dogrywki, za zwycięstwo, remis i porażkę przysługiwały odpowiednio trzy, dwa i jeden punkt, brak punktów natomiast za nieprzystąpienie do meczu. W przypadku tej samej liczby punktów ich lokaty miały być ustalane kolejno na podstawie:
1. wyniku meczów pomiędzy zainteresowanymi drużynami;
2. lepszego bilansu punktów zdobytych i straconych;
3. lepszego bilansu przyłożeń zdobytych i straconych;
4. większej liczby zdobytych punktów;
5. większej liczby zdobytych przyłożeń;
6. rzutu monetą.

W przypadku remisu w fazie pucharowej organizowana była dogrywka składająca się z dwóch pięciominutowych części, z uwzględnieniem reguły nagłej śmierci.
Przystępujące do turnieju reprezentacje mogły liczyć maksymalnie dwunastu zawodników. Rozstawienie w każdych zawodach następowało na podstawie wyników poprzedniego turnieju, a w przypadku pierwszych zawodów – na podstawie rankingu z poprzedniej edycji.
Pomiędzy dywizjami istniał system awansów i spadków – po zakończonym sezonie najsłabsza reprezentacja z Grand Prix Series oraz po dwie z kolejnych dwóch poziomów rozgrywek zostały relegowane do niższej klasy rozgrywkowej, a ich miejsce zajęli odpowiednio zwycięzca Trophy i finaliści Conference.
W tym sezonie stawką zawodów prócz medali mistrzostw kontynentu stawką był także awans do europejskiego turnieju kwalifikacyjnego do Pucharu Świata 2022, również dla zespołów z niższych poziomów rozgrywek. Prawo udziału w nim uzyskało dziewięć zespołów z GPS – prócz mającej zagwarantowany awans Francji – a także Irlandia i Walia oraz najlepsza reprezentacja spośród pozostałych niebrytyjskich drużyn z poziomu Trophy.

## Turnieje

### Lizbona (25–26 czerwca)
| Miejsce | Reprezentacja |
| ------- | ------------- |
| 1       | Niemcy        |
| 2       | Hiszpania     |
| 3       | Włochy        |
| 4       | Belgia        |
| 5       | Francja       |
| 6       | Portugalia    |
| 7       | Litwa         |
| 8       | Czechy        |
| 9       | Gruzja        |
| 10      | Polska        |

| 26 czerwca 202215:25 | Hiszpania | 7:21 | Niemcy | CAR Jamor, Lizbona |
| 26 czerwca 202215:25 |           | 7:21 |        | CAR Jamor, Lizbona |

| 26 czerwca 202214:55 | Belgia | 14:21 | Włochy | CAR Jamor, Lizbona |
| 26 czerwca 202214:55 |        | 14:21 |        | CAR Jamor, Lizbona |

### Kraków (1–3 lipca)
| Miejsce | Reprezentacja |
| ------- | ------------- |
| 1       | Hiszpania     |
| 2       | Francja       |
| 3       | Niemcy        |
| 4       | Portugalia    |
| 5       | Belgia        |
| 6       | Gruzja        |
| 7       | Włochy        |
| 8       | Litwa         |
| 9       | Czechy        |
| 10      | Polska        |

|  |              |            |           |                   |   |           |           |       |
|  | Półfinały    | Półfinały  | Półfinały |                   |   | Finał     | Finał     | Finał |
|  | Półfinały    | Półfinały  | Półfinały |                   |   | Finał     | Finał     | Finał |
|  | 3 lipca 2022 |            |           |                   |   |           |           |       |
|  |              |            |           |                   |   |           |           |       |
|  | Niemcy       | Niemcy     | 10        |                   |   |           |           |       |
|  | Niemcy       | Niemcy     | 10        | 3 lipca 2022      |   |           |           |       |
|  | Hiszpania    | Hiszpania  | 31        |                   |   |           |           |       |
|  | Hiszpania    | Hiszpania  | 31        |                   |   | Hiszpania | Hiszpania | 29    |
|  | 3 lipca 2022 |            |           |                   |   | Hiszpania | Hiszpania | 29    |
|  |              |            | Francja   | Francja           | 7 |           |           |       |
|  | Francja      | Francja    | Francja   | Francja           | 7 | 26        |           |       |
|  | Francja      | Francja    |           |                   |   |           |           |       |
|  | Portugalia   | Portugalia | 14        |                   |   |           |           |       |
|  | Portugalia   | Portugalia | 14        | Mecz o 3. miejsce |   |           |           |       |
|  |              |            |           |                   |   |           |           |       |
|  | 3 lipca 2022 |            |           |                   |   |           |           |       |
|  |              |            |           |                   |   |           |           |       |
|  | Niemcy       | Niemcy     | 24        |                   |   |           |           |       |
|  | Niemcy       | Niemcy     | 24        |                   |   |           |           |       |
|  | Portugalia   | Portugalia | 14        |                   |   |           |           |       |
|  | Portugalia   | Portugalia | 14        |                   |   |           |           |       |